# Gabriel Darku
Gabriel Darku (* 25. März 1995 in Saint John, New Brunswick) ist ein kanadischer Schauspieler, bekannt für Hauptrollen in Slasher und October Faction.

## Leben
Darku wurde in Kanada in Saint John geboren. Wenig später zog seine Familie mit ihm nach Yellowknife.  Dort arbeitete er in einer McDonald’s-Filiale. Mit 17 Jahren wurde er 2012 neben sechs anderen McDonald’s-Angestellten ausgewählt, in einer Werbung für die Franchisekette aufzutreten, die sein Interesse an der Schauspielerei weckte. Ab dem folgenden Herbst besuchte er die Toronto Film School, wo er 2015 seinen Abschluss machte. Sein Durchbruch erfolgte 2018 mit der kanadischen Serie ReBoot – Der Wächter-Code. 2019 erlangte er Hauptrollen in der dritten Staffel von Slasher und in October Faction.

## Filmografie
- 2015: Heroes Reborn (Fernsehserie, 2 Episoden)
- 2015–2016: Make It Pop (Fernsehserie, 2 Episoden)
- 2016–2017: Shadowhunters (Fernsehserie, 2 Episoden)
- 2017: Private Eyes (Fernsehserie, 1 Episode)
- 2017: Save Room for Dessert (Fernsehserie, 3 Episoden)
- 2018: ReBoot – Der Wächter-Code (ReBoot: The Guardian Code, Fernsehserie, 20 Episoden)
- 2018: Zombie at 17 (Fernsehfilm)
- 2018–2019: Impulse (Fernsehserie, 10 Episoden)
- 2019: American Gods (Fernsehserie, 1 Episode)
- 2019–2023: Slasher (Fernsehserie, 15 Episoden)
- 2020: October Faction (Fernsehserie, 10 Episoden)
- 2020: Killer Prom (Fernsehfilm)
- 2021: Imperfect High (Fernsehfilm)
- 2021: The Great Christmas Switch (Fernsehfilm)
- 2021: The Expanse (Fernsehserie, 2 Episoden)
- 2022–2024: Ruby and the Well (Fernsehserie, 8 Episoden)
- 2024: Guess Who (Fernsehfilm)
- 2024: Law & Order Toronto: Criminal Intent (Fernsehserie, 1 Episode)